# Křemže
Křemže – miasteczko i gmina w Czechach, w powiecie Český Krumlov, w kraju południowoczeskim.

## Położenie
Leży w dolinie Křemžského potoka, u podnóża góry Kleť, w niewielkiej kotlinie wewnątrz grupy górskiej określanej jako Blanský les, ok. 13 km na północ od Czeskiego Krumlowa. W pobliżu zbiornik wodny Křemžský rybník.
W miejscowości jest stacja kolejowa Křemže.

## Historia
Wspominana w 1351 r. jako prywatne miasteczko, po wojnach husyckich należała do feudalnego "państwa" krumlowskiego. Obecnie dość popularna miejscowość rekreacyjna.

## Demografia
W połowie lat 80. XX w. miasteczko liczyło ok. 1800 mieszkańców. Według danych z dnia 1 stycznia 2013 liczyło 2832 mieszkańców.

## Zabytki
- Kościół pw. św. Michała Archanioła z roku 1369. Pierwotnie gotycki, trójnawowy. W latach 1885–1887 przebudowany w stylu neogotyckim. Wewnątrz drewniana rzeźba przedstawiająca Madonnę z połowy XVI w., cynowa chrzcielnica z roku 1635 i szereg płyt nagrobnych z XVI-XVII w.[2]